# Resolució 2432 del Consell de Seguretat de les Nacions Unides
La Resolució 2432 del Consell de Seguretat de les Nacions Unides, fou adoptada per unanimitat el 30 d'agost de 2018. Després d'observar la preocupant situació a Mali, els membres del consell van renovar les sancions de congelació d'actius i prohibició de viatjar imposades a determinades persones i entitats de Mali designades a la resolució 2374 (2017) fins al 31 d'agost de 2019, i també van ampliar el mandat del panell d'experts per comprovar el compliment de les sancions fins al 30 de setembre de 2019, alhora que demana a la Missió Multidimensional Integrada d'Estabilització de les Nacions Unides a Mali (MINUSMA) que assisteixi a la Comissió i al Grup d'Experts. També recorda al Panell d'Experts que han de remetre un informe a tot tardar el 28 de febrer de 2019.